# Kabinett Beck II
Das Kabinett Beck II war das 19. Kabinett der Landesregierung des Landes Rheinland-Pfalz nach dem Zweiten Weltkrieg. Es begann am 20. Mai 1996 und wurde vom Kabinett Beck III abgelöst.
| Amt                                                                               | Name | Partei | Partei |
| --------------------------------------------------------------------------------- | --- | ------ | ------ |
| Ministerpräsident                                                                 | Kurt Beck |        | SPD    |
| Stellvertreter des Ministerpräsidenten                                            | Rainer Brüderle bis 12. November 1998 Peter Caesar bis 17. August 1999 Hans-Artur Bauckhage ab 22. September 1999 |        | FDP    |
| Wirtschaft, Verkehr, Landwirtschaft und Weinbau                                   | Rainer Brüderle bis 12. November 1998 Hans-Artur Bauckhage                                                        | FDP    |        |
| Inneres und Sport                                                                 | Walter Zuber |        | SPD    |
| Finanzen                                                                          | Gernot Mittler | SPD    |        |
| Justiz                                                                            | Peter Caesar bis 17. August 1999 Herbert Mertin ab 22. September 1999                                             |        | FDP    |
| Arbeit, Soziales und Gesundheit                                                   | Florian Gerster                                                                                                   |        | SPD    |
| Kultur, Jugend, Familie und Frauen                                                | Rose Götte | SPD    |        |
| Umwelt und Forsten                                                                | Klaudia Martini                                                                                                   | SPD    |        |
| Bildung, Wissenschaft und Weiterbildung                                           | Jürgen Zöllner | SPD    |        |
| Staatssekretär im Ministerium für Wirtschaft, Verkehr, Landwirtschaft und Weinbau | Ernst Eggers, Günter Eymael                                                                                       |        | FDP    |
| Staatssekretär im Ministerium für Wissenschaft und Weiterbildung                  | Harald Glahn | FDP    |        |
| Staatssekretärin im Ministerium für Justiz                                        | Erika Reischauer-Kirchner                                                                                         | FDP    |        |
| Bevollmächtigter des Landes Rheinland-Pfalz für die Partnerregionen               | Wolfgang Rumpf | FDP    |        |